# Simon Lööf
Simon Lööf, född 29 maj 1996 i Eksjö, är en svensk skådespelare och före detta ishockeyspelare.
Lööf har bland annat medverkat i TV-serierna Eagles från 2020 och Threesome från 2022. Han har även medverkat i filmen In the Lost Lands från 2025.

## Filmografi (i urval)
- 2020 – Eagles (TV-serie)
- 2021–2022 – Threesome (TV-serie)
- 2023 – So Long, Marianne
- 2025 – Alla andra kan dra åt helvete (TV-serie)
- 2025 – In the Lost Lands
- 2025 – Ett ärligt liv